# Vérificateur général du Mali
Au Mali, le vérificateur général ou Végal est chargé de vérifier la gestion des ressources publiques.
Son statut est défini dans la loi n° 03-030 du 25 août 2003, qui s'inspire du modèle fourni par le vérificateur général du Canada.
Tout citoyen peut saisir le vérificateur général, qui fait un rapport chaque année au président de la République, au Premier ministre et au président de l'Assemblée nationale.
Les vérificateurs généraux furent Sidi Sosso Diarra de 2004 à 2011,Amadou Ousmane Touré de 2011 à 2018,Samba Alhamdou Baby de 2018 à 2025, Abdoul Aziz Aguissa depuis le 16 mai 2025. Le rapport 2005 brosse un portrait sans complaisance de la corruption au Mali et de la mauvaise gestion. Il s'est intéressé notamment à quelques départements ministériels, la Mairie du District de Bamako, et quelques grandes sociétés de télécommunication.
Le rapport 2006 présenté au Président de la République du Mali fait état d'un manque à gagner de plus de 102 milliards de francs CFA pour l’État malien entre 2002 et 2006. Plusieurs services étatiques et directions administratives ont été audités, ainsi que le programme décennal de développement de la santé et des services sociaux, le programme d’investissement sectoriel en éducation, le Forum social polycentrique de Bamako, les hôpitaux du Point G et de Kati, l’Office du Niger, entre autres.
Le budget de l’État malien pour 2012 qui était 226 millions d’euros à l’origine a été ramené à 150 millions d’euros, à la suite de coupes budgétaires drastiques après le coup d'État militaire de 2012 au Mali qui a vu l’aide internationale diminuer.